# Captain New Japan
Mitsuhide Hirasawa (平澤 光秀?, Hirasawa Mitsuhide; Sapporo, 27 marzo 1982) è un wrestler giapponese.
È noto soprattutto per aver combattuto sotto le vesti del personaggio mascherato Captain New Japan  (キャプテン・ニュージャパン?, Kyaputen Nyū Japan) ed è stato attivo anche con il ring name di Hideo Saitō  (ヒデオ・サイトー?, Hideo Saitō).

## Carriera

### New Japan Pro-Wrestling (2006–2010)
Hirasawa compie il suo debutto per la New Japan Pro-Wrestling il 28 gennaio 2006, venendo sconfitto da Takashi Iizuka. Inizia quindi a fare da jobber nei match di basso rilievo della promozione, pratica comune per i nuovi wrestler della promozione. Ottiene la sua prima vittoria il 26 aprile, quando ha la meglio su Yujiro Takahashi. Successivamente fa squadra con Ryusuke Taguchi per partecipare ad un torneo di coppia, senza però ottenere buoni risultati. In questo periodo compie inoltre numerose apparizioni per la Pro Wrestling Zero1, dove fa primariamente coppia con Manabu Nakanishi. Sul termine del 2008 forma un tag team assieme a Yūji Nagata, che porterà alla formazione della stable Seigigun. Con Nagata prende parte al G1 Tag League 2008, dove ottiene solamente un punto dopo un pareggio contro Manabu Nakanishi e Yutaka Yoshie. Nell'autunno 2009 si unisce ufficialmente al Seigigun di Nagata insieme a Wataru Inoue e Super Strong Machine. Nel match di apertura di Wrestle Kingdom IV In Tokyo Dome, assieme ad Inoue e Super Strong Machine sconfigge la squadra composta da Jushin Thunder Liger, Koji Kanemoto e Kazuchika Okada. Pur facendo ora parte di una stable, Hirasawa continua ad essere coinvolto esclusivamente in match di medio-basso livello e nelle competizioni di coppia risulta quasi sempre colui che subisce gli schienamenti.

### World Wrestling Council (2010–2011)
Dopo aver svolto una lunga tournée con la promozione portoricana World Wrestling Council (WWC) nel settembre 2010, Hirasawa decide si adottare il nuovo ring name di Hideo Saito come tributo a Masa Saito e Hideo Nomo. Il 25 settembre conquista il suo primo titolo in carriera quando vince una battle royal per la cintura WWC caraibica dei pesi massimi, che perderà dopo un mese di regno. Il 19 febbraio si aggiudica invece il titolo portoricano WWC dei pesi massimi, perso anch'esso il mese seguente. Nel maggio 2011 prende parte all'Invasion Tour 2011, prima tappa della New Japan negli Stati Uniti. Il 13 maggio a Rahway partecipa ad un torneo per determinare il primo campione intercontinentale IWGP, ma viene battuto e quindi eliminato da Yujiro Takahashi già al primo round della competizione.

### Ritorno alla NJPW (2011–2017)

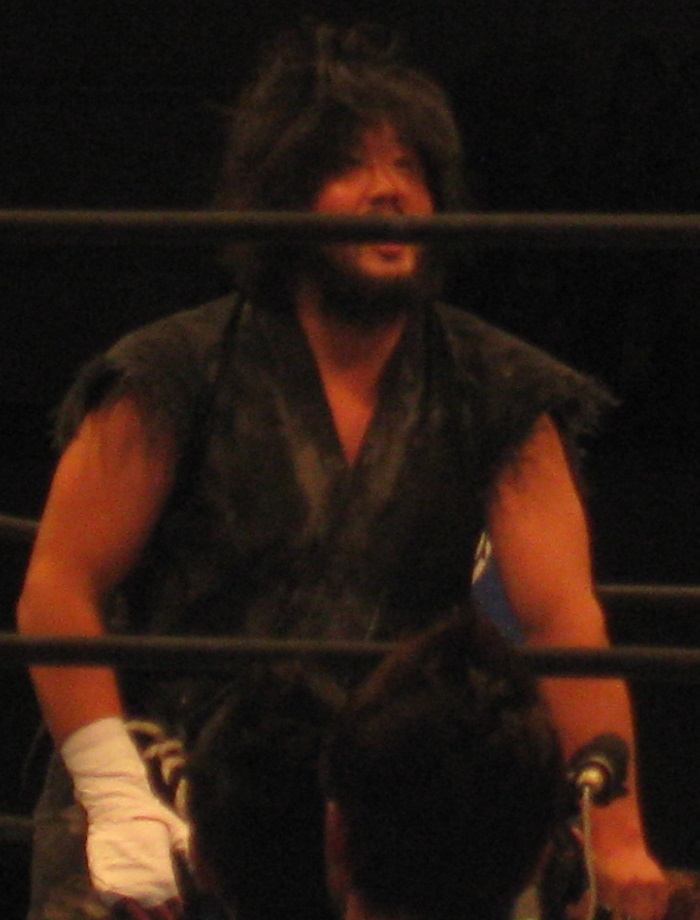
Hirasawa come Hideo Saito nel novembre 2011

Torna ufficialmente alla New Japan il 18 giugno, utilizzando il nome Hideo Saito ed attaccando Seigigun e Yuji Nagata: ciò sancisce il suo ingresso nella stable Chaos. Ad agosto partecipa al G1 Climax 2011, dove perde sette incontri su otto ed ottiene una vittoria solamente nel match finale contro il vecchio mentore Yuji Nagata. I due si affrontano nuovamente il 19 settembre, in una sfida che vede invece vittorioso Nagata. I risultati sul ring e i suoi atteggiamenti culminano con la sua esclusione dal Chaos il 4 dicembre 2011. Dopo la sua cacciata dalla stable inizia a sviluppare un alter-ego chiamato Captain New Japan, ispirato al personaggio di Captain America. A novembre partecipa al World Tag League 2012 assieme al campione dei pesi massimi IWGP Hiroshi Tanahashi, con il quale forma il tag team Captain Ace. Il tag team verrà sconfitto in tutti gli incontri e sarà sempre Captain New Japan a subire gli schienamenti. Il 3 marzo 2013 torna dai Seigigun in un match di coppia ad otto uomini, dove assieme a Yuji Nagata, Super Strong Machine e Wataru Inoue viene sconfitto dalla squadra composta da Hirooki Goto, Karl Anderson, Ryusuke Taguchi e Tama Tonga. Il 7 aprile viene attaccato da Bad Luck Fale e Prince Devitt: quest'ultimo riesce addirittura a smascherarlo ma il volto del giapponese non è rivelato al pubblico. A seguito di tale evento Captain New Japan decide di affiancarsi a Ryusuke Taguchi per sfidare senza successo i due aggressori a Wrestling Dontaku 2013. Più tardi ha dei contrasti con il Bullet Club, nuova stable capitanata da Devitt, e si allea nuovamente con Tanahashi. A novembre partecipa come membro dei Captain Ace al World Tag League 2013; come l'annata precedente il duo viene sconfitto nella maggior parte dei suoi match, riuscendo ad ottenere una vittoria solamente all'ultimo contro Fale e Devitt.

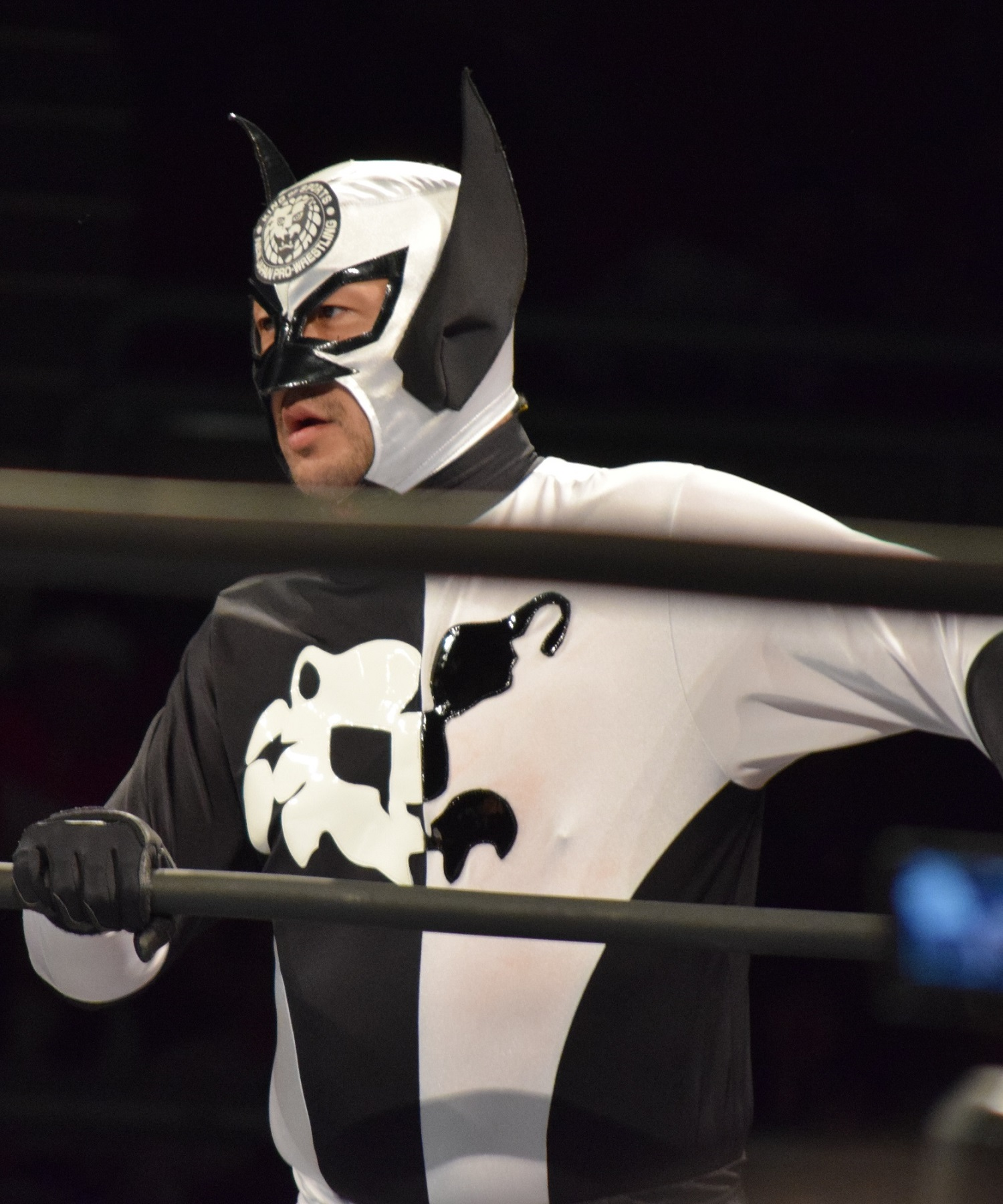
Hirasawa come Captain New Japan nel marzo 2016

Il 13 aprile 2014, nel corso di una tournée in Taiwan, riceve la sua prima opportunità per un titolo quando sfida senza successo, assieme a Hirooki Goto, i rappresentanti del Bullet Club Doc Gallows e Karl Anderson per le cinture di coppia IWGP.
Agli inizi del 2016 diventa membro della nuova stable Hunter Club, creata da Yoshitatsu per contrastare il Bullet Club. Il 12 settembre Yoshitatsu, deluso dalle prestazioni di Captain New Japan, annuncia un sondaggio su Twitter per decretare la sua permanenza nella squadra.
Il 25 settembre seguente a Destruction in Kobe, dopo essere stato escluso dall'Hunter Club, Captain New Japan attacca il suo vecchio leader e si unisce al Bullet Club, cambiando nel frattempo il suo ring name in "Bone Soldier". Debutta sotto le vesti del nuovo personaggio l'8 ottobre ed il mese successivo prende parte al World Tag League 2016 assieme al compagno di stable Bad Luck Fale. La rassegna si rivela deludente e i due vengono sconfitti in tutti e sette i match a cui prendono parte; nel match finale dell'8 dicembre incrocia nuovamente la strada di Yoshitatsu, dal quale viene battuto sonoramente. Tali prestazioni portano più tardi Kenny Omega, nuovo leader del Bullet Club, a definire il giapponese come un "disastro intergalattico".

## Nel wrestling

### Mosse finali
- Come Bone Soldier
  - Bone Soldier (Full nelson trasformato in una chokeslam)[29]
- Come Captain New Japan
  - Captain Special (La magistral modificato)[30]
- Come Hideo Saito
  - Caribbean Death Grip (Tongan death grip)[31]
- Come Mitsuhide Hirasawa
  - Hira Bottom (Side slam)[3][4]
  - Nagata Lock II (Crossface)[4] – adottata da Yūji Nagata

### Musiche d'ingresso
- "Spread Wing-Beat" di Yonosuke Kitamura[32]
- "Departed Spirits" di Yonosuke Kitamura[32]
- "Where Are You From?" di Yonosuke Kitamura[32]

## Titoli e riconoscimenti
- World Wrestling Council
  - WWC Caribbean Heavyweight Championship (1 time)[3]
  - WWC Puerto Rico Heavyweight Championship (1 time)[3]
- Wrestling Observer Newsletter
  - Worst Gimmick (2016)[33]